# 许少鸿

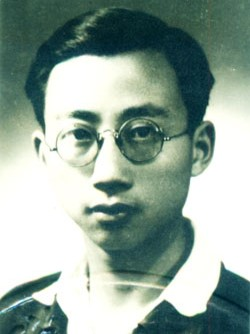
西南联大时期的许少鸿

许少鸿（1921年2月4日—2010年1月22日），男，福建海澄人，中国物理学家，曾任中国科学院长春物理研究所、上海科技大学、上海大学研究员。